# Sigfrido Leschiutta
Sigfrido Leschiutta (Roma, 11 febbraio 1933 – Torino, 12 maggio 2011) è stato un ingegnere elettrotecnico italiano.
Ha presieduto l'Istituto elettrotecnico nazionale Galileo Ferraris ed è stato professore ordinario del Politecnico di Torino.

## Biografia
Laureatosi al Politecnico di Torino nel 1961, iniziò la sua carriera di docente dal 1962 con incarichi diversi fino al 2007.
Nel 1971 conseguì la libera docenza in Misure Elettriche e Radioelettriche e divenne successivamente professore ordinario di Misure Elettriche ed Elettroniche, sempre presso il Politecnico.
La sua attività di ricerca si è svolta principalmente presso Istituto elettrotecnico nazionale Galileo Ferraris, poi divenuto parte dell'Istituto nazionale di ricerca metrologica. Si è occupato in particolare di misure elettriche e misure di tempo e frequenza. Tra le sue ricerche la più nota è quella che verifica la Relatività Generale di Einstein confrontando il comportamento di due orologi atomici, uno collocato a Torino, il secondo a Plateau Rosa, per la quale fu realizzato un esperimento in collaborazione con il prof. Luigi Briatore dell'Università di Torino nel 1975 chiamato successivamente "esperimento Leschiutta-Briatore".
Dal 1975 ha svolto attività anche nel settore della ricerca spaziale nell'ambito della sincronizzazione e localizzazione tramite satelliti, sperimentando tecniche di telemetria spaziale presso il Politecnico di Torino.
È divenuto membro dell'Accademia delle Scienze di Torino nel 1984, si è anche occupato della stesura e presentazione del programma tv "Storia della tecnologia del '900" sul canale Rai Nettuno Sat Due dove divulgava le scoperte più significative in ambito elettronico del XX secolo.
Tra le sue passioni più vive, quella per gli strumenti musicali. È stato fondatore e presidente dell'Accademia del Santo Spirito, organizzazione musicale torinese.